# Wielkie marzenie
Wielkie marzenie (ang. Perchance to dream) – amerykańska powieść kryminalna autorstwa Roberta B. Parkera, wydana w 1991 roku (pierwsze polskie wydanie w 1997).
Książka jest oficjalnym sequelem powieści Głęboki sen, Raymonda Chandlera i zarazem ostatnią oficjalną powieścią, na łamach której pojawia się postać Marlowe'a.

## Fabuła
Philip Marlowe zostaje wynajęty przez lokaja zmarłego generała Sternwooda, by odnaleźć najmłodszą córkę wojskowego, Carmen. Wiadomo, że ostatnio przebywała ona w zakładzie zamkniętym, skąd zniknęła w niewyjaśnionych okolicznościach. Jednak im dłużej detektyw prowadzi śledztwo, tym bardziej przekonuje się, że nikomu nie zależy na jej odnalezieniu - nawet jej siostrze Vivian.